# Imling
Pour l’article homonyme, voir Imling (Wolfsegg am Hausruck).
Imling [imlɛ̃] est une commune française située dans le département de la Moselle, en région Grand Est.
Cette commune se trouve dans la région historique de Lorraine et fait partie du pays de Sarrebourg.

## Géographie
Imling est située dans le sud du département de la Moselle, à côté de Sarrebourg. La commune est traversée par la RN 4.
| Bébing    |            |       |
|           | Imling     |       |
| Xouaxange | Hermelange | Hesse |

### Voies ferrées
Imling est traversée par la ligne Paris – Strasbourg, qui n'a jamais disposé de gare sur le territoire communal. En effet, la halte d'Imling et la gare de La Forge étaient situées sur les lignes Sarrebourg - Abreschviller et La Forge - Vallérysthal-Troisfontaines, désormais déclassées et dont les voies ont été déposées. Ces anciennes lignes de chemin de fer ont été reconverties en pistes cyclables.

### Hydrographie
La commune est située dans le bassin versant du Rhin au sein du bassin Rhin-Meuse. Elle est drainée par le canal de la Marne au Rhin, la Sarre, le ruisseau de Gondrexange et le ruisseau de Bebing.
Le canal de la Marne au Rhin, d'une longueur totale de 314 km, et 178 écluses à l'origine, relie la Marne (à Vitry-le-François) au Rhin (à Strasbourg). Par le canal latéral de la Marne, il est connecté au réseau navigable de la Seine vers l'Île-de-France et la Normandie.
La Sarre, d'une longueur totale de 129,2 km, est un affluent de la Moselle et donc un sous-affluent du Rhin, qui coule en Lorraine, en Alsace bossue et dans les Länder allemands de la Sarre (Saarland) et de Rhénanie-Palatinat (Rheinland-Pfalz).
Le ruisseau de Gondrexange, d'une longueur totale de 19,3 km, prend sa source dans la commune de Réchicourt-le-Château et se jette  dans la Sarre sur la commune, après avoir traversé sept communes.

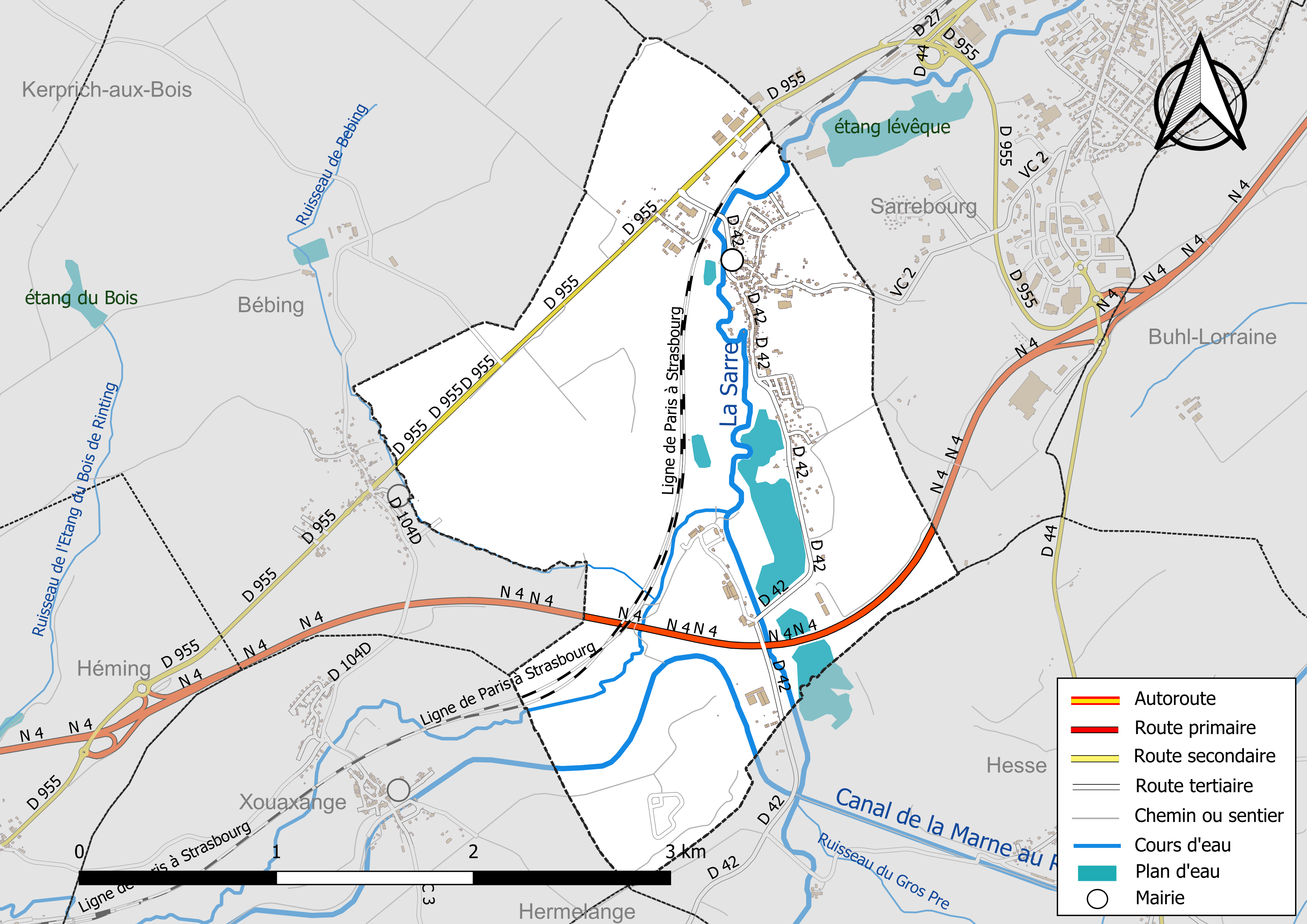
Réseaux hydrographique et routier d'Imling.

La qualité des eaux des principaux cours d’eau de la commune, notamment du canal de la Marne au Rhin, de la Sarre et du ruisseau de Gondrexange, peut être consultée sur un site spécial géré par les agences de l’eau et l’Agence française pour la biodiversité.

### Climat
Pour des articles plus généraux, voir Climat du Grand Est et Climat de la Moselle.
En 2010, le climat de la commune est de type climat des marges montargnardes, selon une étude du Centre national de la recherche scientifique s'appuyant sur une série de données couvrant la période 1971-2000. En 2020, Météo-France publie une typologie des climats de la France métropolitaine dans laquelle la commune est exposée à un climat semi-continental et est dans la région climatique  Vosges, caractérisée par une pluviométrie très élevée (1 500 à 2 000 mm/an) en toutes saisons et un hiver rude (moins de 1 °C). 
Pour la période 1971-2000, la température annuelle moyenne est de 9,7 °C, avec une amplitude thermique annuelle de 17,1 °C. Le cumul annuel moyen de précipitations est de 951 mm, avec 12 jours de précipitations en janvier et 10 jours en juillet. Pour la période 1991-2020, la température moyenne annuelle observée sur la station météorologique de Météo-France la plus proche, « Nitting_sapc », sur la commune de Nitting à 5 km à vol d'oiseau, est de 10,4 °C et le cumul annuel moyen de précipitations est de 993,7 mm. 
La température maximale relevée sur cette station est de 37,9 °C, atteinte le 25 juillet 2019 ; la température minimale est de −19,4 °C, atteinte le 26 décembre 2010,,. 
Les paramètres climatiques de la commune ont été estimés pour le milieu du siècle (2041-2070) selon différents scénarios d'émission de gaz à effet de serre à partir des nouvelles projections climatiques de référence DRIAS-2020. Ils sont consultables sur un site spécial publié par Météo-France en novembre 2022.

## Urbanisme

### Typologie
Au 1er janvier 2024, Imling est catégorisée commune rurale à habitat dispersé, selon la nouvelle grille communale de densité à sept niveaux définie par l'Insee en 2022.
Elle est située hors unité urbaine. Par ailleurs la commune fait partie de l'aire d'attraction de Sarrebourg, dont elle est une commune de la couronne,. Cette aire, qui regroupe 87 communes, est catégorisée dans les aires de 50 000 à moins de 200 000 habitants,.

### Occupation des sols
L'occupation des sols de la commune, telle qu'elle ressort de la base de données européenne d’occupation biophysique des sols Corine Land Cover (CLC), est marquée par l'importance des territoires agricoles (70 % en 2018), en diminution par rapport à 1990 (72,2 %). La répartition détaillée en 2018 est la suivante : 
prairies (41,4 %), terres arables (21,9 %), zones urbanisées (8,9 %), zones agricoles hétérogènes (6,7 %), eaux continentales (5,5 %), milieux à végétation arbustive et/ou herbacée (4,5 %), zones industrielles ou commerciales et réseaux de communication (3,8 %), forêts (3,8 %), mines, décharges et chantiers (2,2 %), espaces verts artificialisés, non agricoles (1,2 %). L'évolution de l’occupation des sols de la commune et de ses infrastructures peut être observée sur les différentes représentations cartographiques du territoire : la carte de Cassini (XVIIIe siècle), la carte d'état-major (1820-1866) et les cartes ou photos aériennes de l'IGN pour la période actuelle (1950 à aujourd'hui).

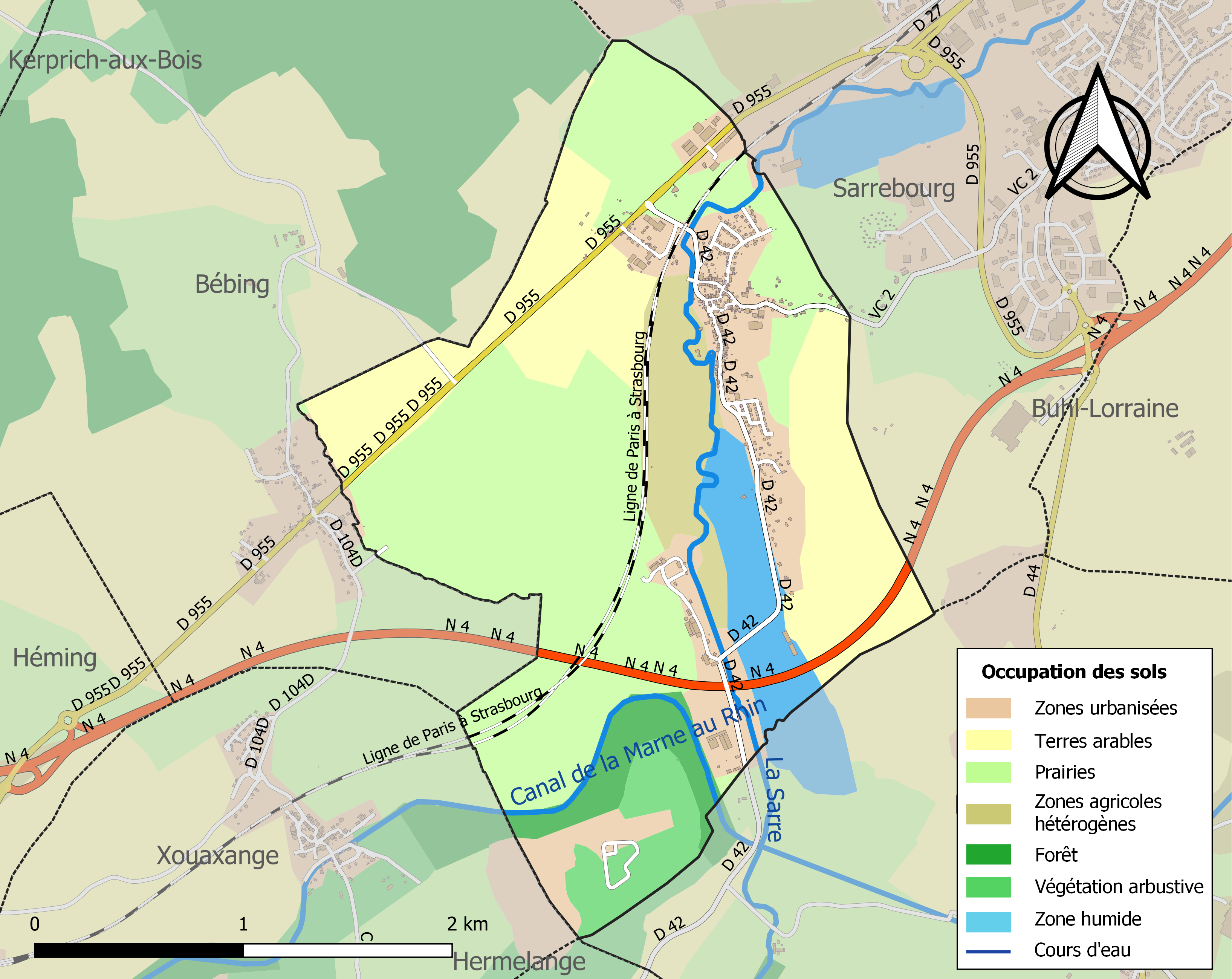
Carte des infrastructures et de l'occupation des sols de la commune en 2018 (CLC).

## Toponymie
- D'un nom de personne germanique Emilo/Imilo[16] ou Imila suivi du suffixe -ingen puis -ing.
- Anciens noms[17]: Ymelingen au XVe siècle, Imelingen en 1594, Immelingen en 1719, Immeling en 1779 et 1801, Imlingen (1871-1918 et 1940-1944, périodes d'annexion allemande).

### Sarrixing
Sarrukesinga (1327), Sarrukesingen (1346), Sarruxingen (1504), La Forge dit Sarixin (1756), Sarrixin (XIXe siècle).

## Histoire
Les fondeuses de plomb d'Imling est une histoire contenue dans les Contes et légendes de Lorraine au même titre que Graouilly et Saint-Nicolas et les trois glaneurs.
- Au XVIe siècle, la seigneurie relevait de la famille de Braubach ; de 1594 à 1766, de la famille de Lutzelbourg.
- Séjour d'Henri II au château d'Imling qui y reçut en 1552 une délégation de Strasbourg contre lequel il allait en campagne.
- Le village de Sarrixing, disparu avant la guerre de Trente Ans, se trouvait a peu de distance d'Imling, près de La Forge[19].

## Politique et administration

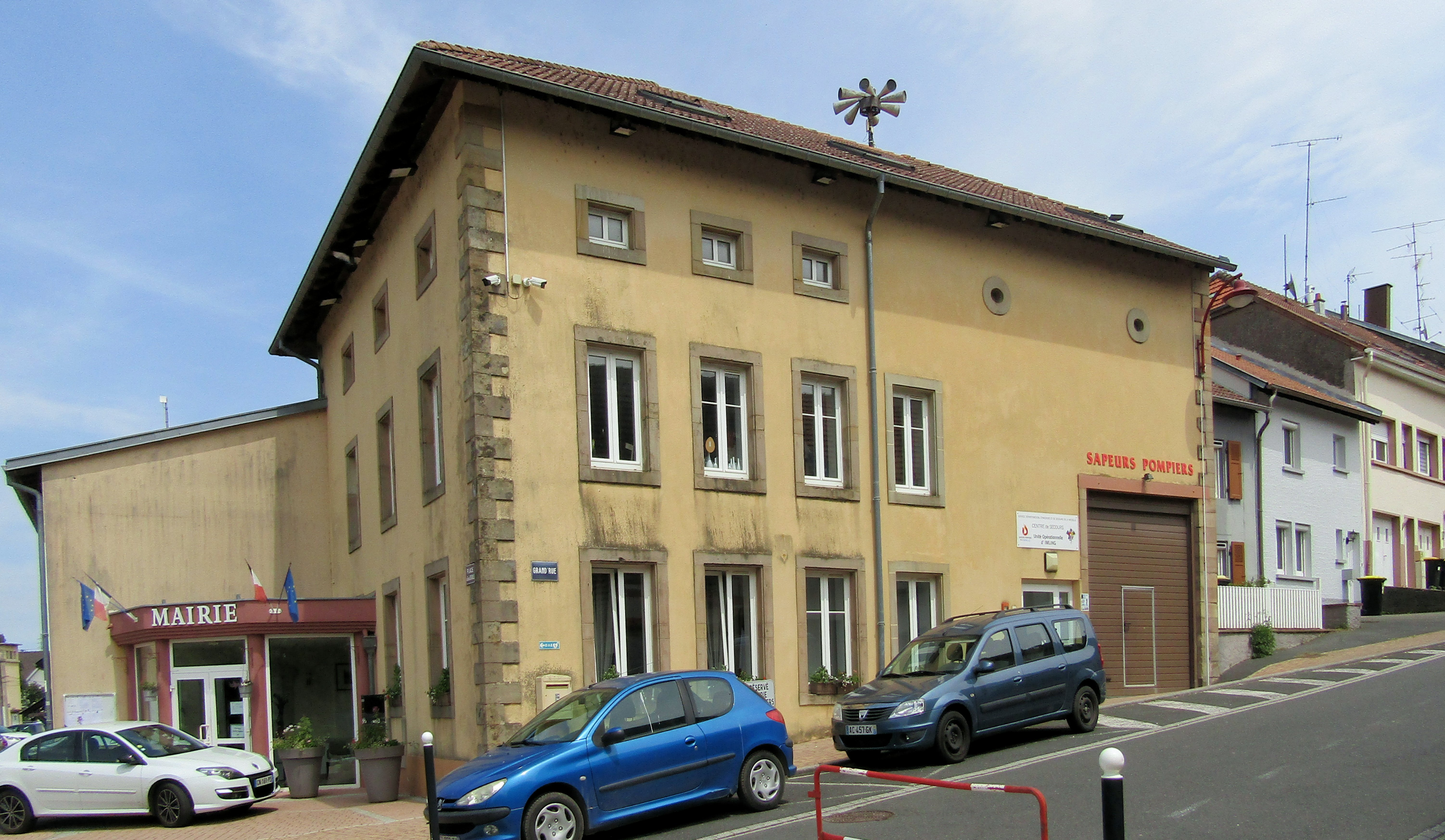
La mairie.

| Période                                  | Période   | Identité      | Étiquette | Qualité |
| ---------------------------------------- | --------- | ------------- | --------- | ------- |
| Les données manquantes sont à compléter. |           |               |           |         |
| mars 1989                                | mars 2008 | Guy Zengler   |           |         |
| mars 2008                                | En cours  | Franck Becker | SE        |         |

## Démographie
L'évolution du nombre d'habitants est connue à travers les recensements de la population effectués dans la commune depuis 1793. Pour les communes de moins de 10 000 habitants, une enquête de recensement portant sur toute la population est réalisée tous les cinq ans, les populations de référence des années intermédiaires étant quant à elles estimées par interpolation ou extrapolation. Pour la commune, le premier recensement exhaustif entrant dans le cadre du nouveau dispositif a été réalisé en 2007.

En 2022, la commune comptait 702 habitants, en évolution de −1,54 % par rapport à 2016 (Moselle : +0,52 %, France hors Mayotte : +2,11 %).
| 1793 | 1800 | 1806 | 1821 | 1831 | 1836 | 1841 | 1846 | 1851 |
| ---- | ---- | ---- | ---- | ---- | ---- | ---- | ---- | ---- |
| 338  | 467  | 455  | 540  | 618  | 660  | 664  | 697  | 686  |

| 1856 | 1861 | 1871 | 1875 | 1880 | 1885 | 1890 | 1895 | 1900 |
| ---- | ---- | ---- | ---- | ---- | ---- | ---- | ---- | ---- |
| 659  | 682  | 659  | 606  | 580  | 541  | 570  | 594  | 608  |

| 1905 | 1910 | 1921 | 1926 | 1931 | 1936 | 1946 | 1954 | 1962 |
| ---- | ---- | ---- | ---- | ---- | ---- | ---- | ---- | ---- |
| 560  | 520  | 548  | 592  | 477  | 498  | 578  | 508  | 491  |

| 1968 | 1975 | 1982 | 1990 | 1999 | 2006 | 2007 | 2012 | 2017 |
| ---- | ---- | ---- | ---- | ---- | ---- | ---- | ---- | ---- |
| 542  | 720  | 718  | 716  | 653  | 682  | 686  | 678  | 724  |

| 2022 | - | - | - | - | - | - | - | - |
| ---- | - | - | - | - | - | - | - | - |
| 702  | - | - | - | - | - | - | - | - |

## Économie
Présence d'une zone d'activité, Cap Ouest, entre Imling et Sarrebourg.

## Culture locale et patrimoine

### Lieux et monuments
- Vestiges de villas romaines ;
- Cimetière mérovingien ;
- Traces du château d'Imling, construit en 1530.Vendu comme bien national en 1795, il fut détruit peu après et servit de carrière de pierres ;
- Moulin de La Forge ;
- Lavoir, qui après être tombé en désuétude et en ruine, a été récemment restauré ;
- Ancien dépôt du service des essences des armées (abandonné) à La Forge.

#### Édifices religieux
- Église Sainte-Croix XVIIIe siècle

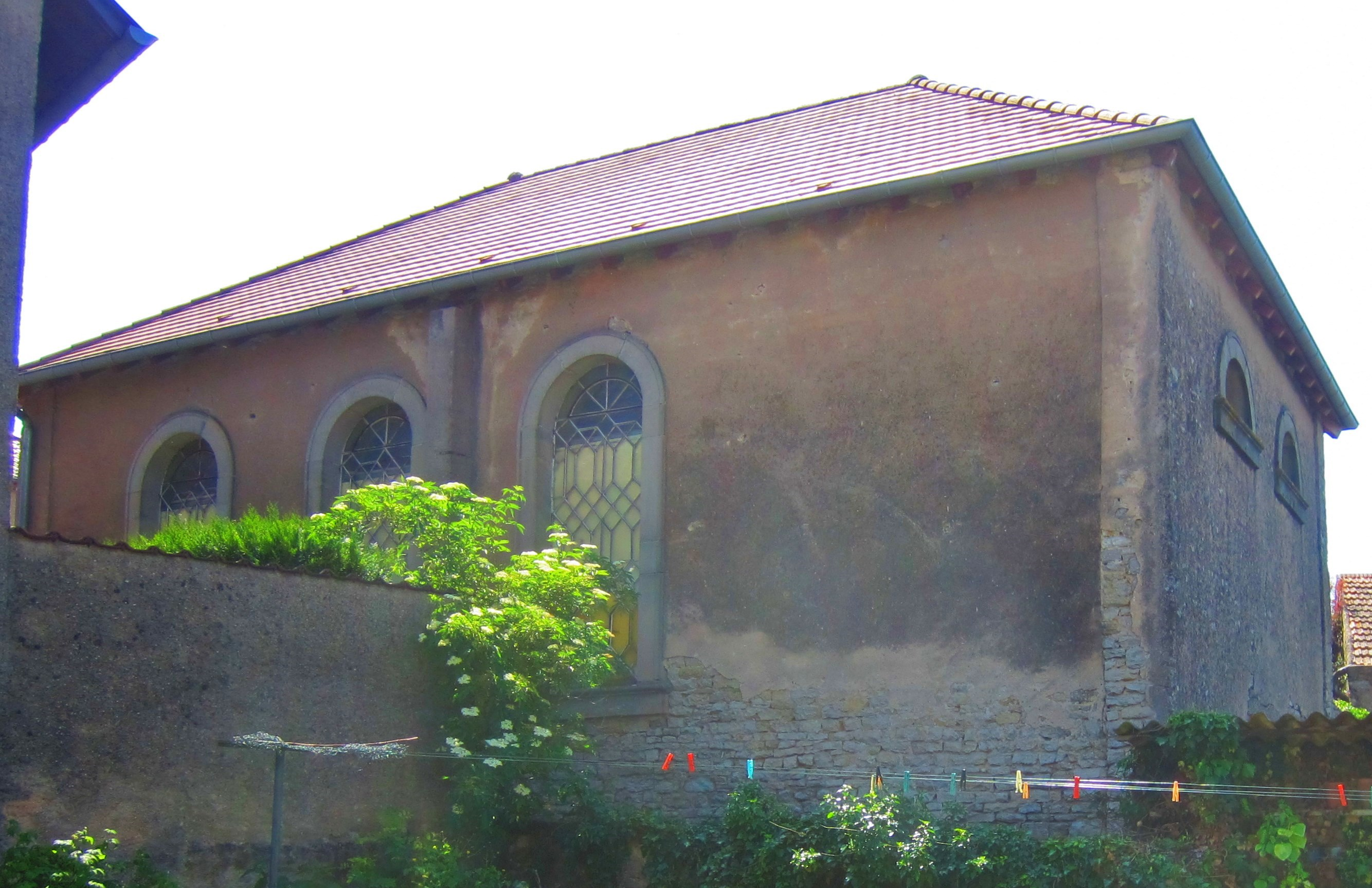
Ancienne synagogue d'Imling.

- Ancienne synagogue, construite en 1846, située rue de l'Église, abandonnée avant 1914, aliénée en 1922 et aujourd'hui désaffectée, sert à l'amicale sport et loisirs.

### Personnalités liées à la commune
- Robert Job, personnalité de l'Œuvre de secours des enfants (OSE). Né à Imling en 1907 et décédé à Strasbourg en 1995, résistant français, militaire de la Seconde Guerre mondiale, chevalier de la Légion d'honneur, titulaire de la Croix de guerre 1939-1945.

### Héraldique
| Blason de Imling | Blason  | D'argent à la croix de Lorraine d'or brochant sur une fasce de gueules chargée de deux fleurs de lis d'or accostant la croix. |
| Blason de Imling | Détails | Le statut officiel du blason reste à déterminer.                                                                              |